# Adetus alboapicalis
Adetus alboapicalis es una especie de escarabajo del género Adetus, familia Cerambycidae. Fue descrita científicamente por Breuning en 1943.
Habita en Panamá y Venezuela. Los machos y las hembras miden aproximadamente 12 mm.